# Brouwerij Saudan
Brouwerij Saudan is een voormalige brouwerij in de Belgische gemeente Mariakerke en was actief van voor 1873 tot 1915. De gebouwen van de brouwerij staan op de inventaris van onroerend erfgoed.

## Geschiedenis
In 1873 krijgt Verminck toestemming om een stoommachine te plaatsen in een brouwerij aan het gemeentebestuur. Vermoedelijk bestond de brouwerij al langer.  Op 23 september 1895 komen de gebouwen in handen van de familie Saudan en is in de beschrijving een werkende brouwerij opgenomen. Alphonse (30 april 1870- 14 november 1930) en Anna Saudan (17 mei 1867- 7 mei 1954) kopen ook de failliete brouwerij van Claeys over. Bij het huwelijk van Alphonse op 7 november 1900 met Octavie Vermeere, verlaat hij de brouwerij en wordt deze door zijn zus Anna volledig overgenomen.
In 1903 laat Anna Saudan een nieuwe brouwerij bouwen in de kerkstraat 9. Op 31 januari 1905 huwde ze met Augustus Cocuyt (27 februari 1877 - 30 april 1958) en de naam werd gewijzigd in Cocquyt-Saudan. In 1915 werd het koper van de brouwerij door de Duitse bezetter opgeëist en de brouwactiviteiten gestaakt. Gedurende de oorlog werd de brouwer gewond aan het front in 1915 en vielen er op 11 november 1918 drie obussen op de brouwerij. Na de oorlog werden de gebouwen rond 1920 herbouwd maar de brouwactiviteiten werden niet meer hernomen.
Gedurende de Tweede Wereldoorlog werden de gebouwen gebruikt door de buurt om te schuilen tijdens beschietingen. Na het overlijden van de eigenaars stonden de gebouwen leeg. In 2000 werden de gebouwen gekocht en gerestaureerd door de nieuwe eigenaars.

## Meerdere namen
- 1873 - 1895: Brouwerij Verminck
- 1892 - 1895: Brouwerij P. Claeys
- 1895 - 1905: Brasserie Saudan
- 1905 - 1929: Brasserie Cocuyt-Saudan
- ergens gedurende 1905-1915 werd ook de naam Brouwerij De Roos - Cocuyt-Saudan gebruikt

## Bieren
- Extra gersten